# Arnaud Courteille
Arnaud Courteille (nascido a 13 de março de 1989 em Saint-Hilaire-du-Harcouët, Mancha), é um ciclista profissional francês, membro da equipa Team Vital Concept.
Em 2008 proclamou-se campeão da França sub-23. Estreou como profissional em 2011 na equipa FDJ, ainda que durante 2009 já vestiu o maillot de FDJ em algumas corridas.

## Palmarés
2010 (como amador)
- 1 etapa do Grande Prémio de Portugal

## Resultados nas grandes voltas
| Corrida            | 2011 | 2012 | 2013 | 2014 | 2015 | 2016 | 2017 | 2018 |
| ------------------ | ---- | ---- | ---- | ---- | ---- | ---- | ---- | ---- |
| Giro de Itália     | -    | -    | -    | Ab.  | 124º | 136º | -    | -    |
| Tour de França     | -    | -    | -    | -    | -    | -    | -    | -    |
| Volta a Espanha    | -    | 154º | 132º | -    | Ab.  | -    | 103º | -    |
| Mundial em Estrada | -    | -    | -    | -    | -    | -    | -    | -    |

-: não participa
Ab.: abandono

## Equipas
- FDJ (2011-2017)
  - FDJ (2011)
  - FDJ-Big Mat (2012)
  - FDJ (2013)
  - Fdj.fr (2014)
  - FDJ (2015-2017)
- Team Vital Concept (2018)